# Henri Weil
Henri Weil, nacido 27 de agosto de 1818 en Fráncfort del Meno (Ciudad Libre de Fráncfort) y fallecido el 5 de noviembre de 1909 en París, fue un filólogo y helenista francés, de origen alemán.

## Biografía
Henri Weil perteneció a una familia judía de Frankfurt; su padre dirigía allí un internado que acogía y formaba a estudiantes internos y externos. El joven Weil completó sus estudios secundarios en el liceo y desde entonces mostró interés por los autores griegos, pero también se interesó por la ciencia. A los dieciséis años se matriculó en la Universidad de Heidelberg para estudiar medicina. En aquella época, en Alemania, entre las profesiones correspondientes a la educación superior, sólo las de abogado y médico estaban abiertas a los judíos, pero la ley no le atraía. Después de un semestre, dejó Heidelberg para ir a la Universidad de Bonn, donde comenzó a estudiar filología. Estuvo influenciado por las enseñanzas de Friedrich Gottlieb Welcker en mitología e historia del arte. Al cabo de un año, partió para continuar su formación filológica en Berlín, donde tomó clases con August Böckh, a quien admiraba mucho y que le influyó fuertemente. En 1837, una agitación estudiantil, en la que casi no había participado, llamó la atención de la policía sobre él y fue expulsado. Luego decidió matricularse en la Universidad de Leipzig, donde ejercía un renombrado helenista, Gottfried Hermann. Pero éste se mantuvo estrictamente en el nivel de la crítica textual y Weil prefirió la concepción más amplia de Böckh, abierta a una comprensión global de la civilización griega. Al final de su año en Leipzig, se doctoró summa cum laude en filosofía. Pero su condición de judío le impidió obtener un puesto en una universidad alemana.
En ese momento decide regresar a Frankfurt para ayudar a su padre. Decidió viajar al extranjero, pasando unos meses en París y regresando vía Lyon y Suiza. En esta época escribió su primer libro, Das classische Alterthum für die deutsche Jugend, cuyo objetivo era dar una visión general de la literatura antigua a los jóvenes que no estaban destinados a los estudios clásicos. Luego tomó la decisión de buscar en Francia la plaza universitaria que le estaba prohibida en Alemania y, armado con las recomendaciones de sus antiguos maestros, llegó a París. Fue bien recibido por académicos parisinos como Saint-Marc Girardin, Henri Patin y Joseph-Daniel Guigniaut . Concedida, gracias a su doctorado alemán, la licenciatura en letras, se matriculó en el doctorado y consiguió, rápidamente, presentar su tesis francesa y su tesis latina, las cuales le abren las puertas de la universidad francesa.
A principios del año escolar de 1846, fue nombrado profesor suplente de Delcasso en la asignatura de literatura latina en la Facultad de Letras de Estrasburgo. Allí se hizo amigo de Constant Martha. En 1848, Delcasso retomó su cargo. Weil, al regresar a París, aprobó la agregación de las facultades de letras y fue recibido brillantemente. En el otoño de 1848 fue enviado a Besançon como profesor suplente de literatura griega y latina. Algún tiempo después, el titular murió y Weil obtuvo la plaza. Allí permaneció unos veinte años. Cuando estalló la guerra de 1870, convertido en ciudadano francés, tomó las armas, como guardia nacional, contra sus antiguos compatriotas. Después de la guerra, fue nombrado decano de la facultad. En 1866, fue elegido corresponsal de la Academia de Inscripciones y de Bellas Letras. En 1867, fue uno de los fundadores de la Asociación para el Fomento de los Estudios Griegos en Francia.
En 1876, Henri Weil fue nombrado profesor de lengua y literatura griegas en la Escuela Normal Superior (París), donde enseñó hasta 1892, y director de estudios de la École Pratique des Hautes Études. En 1882, se convirtió en miembro ordinario de la Academia de Inscripciones y Bellas Letras, en sustitución de Édouard Dulaurier .
Hacia el final de su vida, siete u ocho años antes de su muerte, perdió la vista y oía cada vez peor. Pero con la ayuda de su yerno Georges Dalmeyda y de sus hijas, continuó su investigación. Así, en 1906-1907 revisó su edición de Esquilo. Hasta el final, escribió artículos, en particular sobre los papiros recientemente descubiertos.

## Trabajo científico
Su tesis francesa sobre el orden de las palabras (1844) se considera el primer trabajo propiamente científico sobre esta cuestión. Fue un gran éxito y pasó por tres ediciones en Francia, antes de ser traducido al inglés en los Estados Unidos en 1887.

## Publicaciones
- Sobre el orden de las palabras en las lenguas antiguas en comparación con las lenguas modernas, tesis principal francesa, París, 1844; 3 ed., 1879. Reimpresión de la 3 ed., París, Didier Erudition, 1991, IX-101 p.ISBN 2-86460-166-4[1]
- De tragoediarum graecarum cum rebus publicis junctione (“Sobre la relación entre las tragedias griegas y la vida política”), tesis latina complementaria, París, 1844.
- (en colaboración con Louis Benloew) Teoría general de la acentuación latina, seguida de una investigación sobre las inscripciones acentuadas y un examen de las opiniones de M. Bopp sobre la historia del acento, París, A. Durand, 1855, XI-383 pág.
- Æschyli tragœdiae, Leipzig, Teubner, 1884 (ediciones revisadas en 1907 y 1910).[2]
- Estudios sobre el drama antiguo, París, Hachette, 1897, 328 p. (repetición de varios artículos).
- Estudios sobre la Antigüedad griega, París, Hachette, 1900, 328 p. (repetición de varios artículos).
- Estudios de literatura y ritmo griegos. Textos literarios sobre papiro y piedra. Rítmico, París, Hachette, 1902, VI-241 p. (repetición de varios artículos).

### Reediciones de sus obras
- Henri Weil (1818-1909), El orden de las palabras en las lenguas antiguas comparado con el de las lenguas modernas, trad. al inglés, con notas y adiciones, por Charles W. Genial (Boston, 1887). Nueva edición. del trabajo pionero sobre el orden de las palabras, que apareció originalmente en francés en 1844 (3ª ed., 1879), con una introducción. , que contiene información biobibliográfica sobre Weil, por Aldo Scaglione (coll. “Amsterdam Classics in Linguistics”, 14), Amsterdam, John Benjamins, 1978, XXXIX-114 p.ISBN 90-272-0975-8
- Laurent Calvié, El arte de leer : estudios sobre la poesía griega antigua de Henri Weil, Anacharsis, 2014 (reanudación de la obra de Henri Weil sobre la poesía griega).

### Estudios
- Georges Perrot, «Aviso sobre la vida y las obras de Henri Weil», Memorias de las sesiones de la Academia de las Inscripciones y de las Bellas Letras, 54 (1910), pp. 711-762. ( En línea ).
- “Henri Weil (1818-1909)” [discurso de MM. Bouché-Leclercq, Gabriel Monod y Théodore Reinach . Bibliografía de H. Weil], Revista de estudios griegos, XXII, n° 100, noviembre- décembre 1909 .